# Jean Meyer
Jean Meyer (* 11. Juni 1914 in Paris; † 8. Januar 2003) war ein französischer Theaterregisseur, Schauspieler und Dramatiker.

## Leben
Der Sohn einer Bäckerfamilie wollte schon als Kind Schauspieler werden. 1934 begann er seine Ausbildung als Schüler von Louis Jouvet am Conservatoire national supérieur d’art dramatique und wurde nach drei Jahren Mitglied der Comédie-Française. Er blieb dort 22 Jahre, von 1937 bis zum 31. Dezember 1959. Jean Meyer spielte 200 Rollen, und vor allem trat er in Stücken von Molière auf. Meyer wurde einer der wichtigsten Regisseure der Comédie-Française.
1960 wurde Jean Meyer zum künstlerischen Leiter des Théâtre du Palais-Royal in Paris ernannt. Von 1967 bis 1985 war er Leiter des Théâtre des Célestins in Lyon.
Jean Meyer arbeitete auch als Filmregisseur („Der Bürger als Edelmann“).

### Comédie-Française
Von 1937 bis 1959 war Jean Meyer an der Comédie-Française. Seine erste große Rolle war Harpagon in Der Geizige von Molière. Achtzehn Monate nach seinem Beitritt inszenierte er sein erstes Theaterstück, Der Arzt wider Willen von Molière, mit Fernand Ledoux als Geronte und Pierre Dux als Sganarelle. Im Laufe seiner Karriere arbeitete Jean Meyer mit den großen französischen Schriftstellern seiner Zeit: André Gide, Jean Cocteau, François Mauriac, Jules Romains – und mit den größten Schauspielern und Schauspielerinnen des 20. Jahrhunderts.
Er spielte mehr als zweihundert Rollen, darunter mehr als fünfzig in Werken von Molière.
1944 wurde er zum künstlerischen Leiter des Centre d'art dramatique in Paris ernannt.
1945, nach Kriegsende, inszenierte er in Deutschland Klassiker wie Die Streiche des Scapin in Konstanz und Stuttgart.
Auf Bitte André Gides inszenierte er mit sich und Jeanne Moreau Die Verliese des Vatikans.
1955 wurde er Professor am Conservatoire national supérieur d’art dramatique; eine seiner ersten Studentinnen war Annie Girardot. In seiner letzten Rolle an seiner letzten Aufführung an der Comédie spielte er Arnolphe in Die Schule der Frauen.
In dieser Zeit adaptierte er zwei Theaterklassiker für das Kino: 1958 Der Bürger als Edelmann mit Louis Seigner und 1959 Die Hochzeit des Figaro von Pierre Augustin Caron de Beaumarchais.

### Théâtre des Célestins de Lyon
Nach Arbeiten am  Théâtre du Palais-Royal und am Théâtre Michel (Co-Direktor seit 1964) wurde er 1967 Leiter des Théâtre des Célestins in Lyon. Hier inszenierte er u. a. Jean Marais in Les Misérables. Jean Meyer machte hier die Bekanntschaft mit der Schauspielerin Claude Jade, die 1975 am Théâtre des Célestins die Helena in Jacques Mauclairs Inszenierung von Jean Giraudoux’ Der trojanische Krieg findet nicht statt spielte. Er arbeitete mit ihr 1977 in Port Royal von Henry de Montherlant und 1978 in Intermezzo von Jean Giraudoux. Mit Claude Jade inszenierte er am Pariser Théâtre Marigny Volpone, mit ihr als Colomba und sich selbst als Corbaccio. 1980 holte er Claude Jade für Britannicus von Jean Racine nach Lyon, 1983 für Verbannte von James Joyce und schließlich 1984 für Der Macher von Honoré de Balzac, wo er selbst den Mercadet spielte. Nach diesem Stück zog sich Meyer, inzwischen 71-jährig, zurück und verlegte sich aufs Schreiben.